# Josh Murphy
Joshua "Josh" Murphy (Londen, 24 februari 1995) is een Engels voetballer die bij voorkeur als linksbuiten speelt. Hij stroomde in 2013 door vanuit de jeugd van Norwich City, waar ook zijn tweelingbroer Jacob Murphy debuteerde in het betaald voetbal.

## Clubcarrière
Murphy en zijn tweelingbroer Jacob tekenden op 4 januari 2013 hun eerste profcontracten bij Norwich City. Op 24 september 2013 debuteerde hij hiervoor in het profvoetbal, in een wedstrijd in het toernooi om de League Cup tegen Watford. Hij verving na 67 minuten Bradley Johnson. Tien minuten later bracht hij Norwich City op voorsprong. Uiteindelijk won Norwich City de wedstrijd na verlengingen. Op 2 november 2013 vierde hij zijn competitiedebuut, tegen Manchester City.

## Clubstatistieken
| Seizoen | Club                 | Competitie     | Wed. | Doelp. |
| ------- | -------------------- | -------------- | ---- | ------ |
| 2013/14 | Norwich City         | Premier League | 9    | 0      |
| 2014/15 | Norwich City         | Championship   | 13   | 1      |
| 2014/15 | → Wigan Athletic     | Championship   | 5    | 0      |
| 2015/16 | → Milton Keynes Dons | Championship   | 42   | 5      |
| 2016/17 | Norwich City         | Championship   | 27   | 4      |
| 2017/18 | Norwich City         | Championship   | 41   | 7      |
| 2018/19 | Cardiff City         | Premier League | 29   | 3      |
| 2019/20 | Cardiff City         | Championship   | 29   | 5      |
| 2020/21 | Cardiff City         | Championship   | 32   | 2      |
| 2021/22 | → Preston North End  | Championship   | 7    | 0      |
| Totaal  | Totaal               | Totaal         | 234  | 27     |

## Interlandcarrière
Murphy kwam uit voor diverse Engelse nationale jeugdelftallen. Hij debuteerde in 2012 in Engeland -19.
2 Romeo ·
4 Goutas ·
5 McGuinnes ·
6 Wintle ·
8 Ralls ·
10 Ramsey ·
11 O'Dowda ·
13 Rúnarsson ·
14 Bowler ·
16 Grant ·
17 Collins ·
18 Adams ·
19 Sawyers ·
21 Alnwick ·
22 Méïté ·
23 Siopis ·
24 Panzo ·
25 Evans ·
27 Colwill ·
32 Tanner ·
35 Rinomhota ·
37 Daley-Campbell ·
38 Ng ·
47 Robinson ·
Coach: Bulut